# Csicseriborsó, bab, lencse
A Csicseriborsó, bab, lencse kezdetű magyar népdalt Manga János gyűjtötte a Komárom megyei Ógyallán 1937-ben.

## Kotta és dallam
A csicseriborsó a babhoz és lencséhez hasonló, nálunk viszonylag kevéssé elterjedt hüvelyes növény. A pattantyú az ágyú régi neve.

## Felvételek
- Csicseri borsó. Ovitévé  YouTube (2012. szeptember 11.)  (Hozzáférés: 2016. május 13.) (audió)
- Hegyen-völgyön muzsika. Kolompos együttes  YouTube (2013. október 24.)  (Hozzáférés: 2016. május 13.) (audió és szöveg) 6:18–6:45.